# Jonge Garde
Jonge Garde is een Disney Channel original-televisieserie, uitgezonden in Nederland en België. Jonge Garde ging van start op 26 oktober 2015. De reeks bestaat uit twee seizoenen van in totaal 41 afleveringen, elk van ieder elf tot twaalf minuten. De cast bestaat geheel uit Vlaamse en Nederlandse acteurs.
In Wallonië worden de stemmen nagesynchroniseerd in het Frans. De serie werd ook, eveneens nagesynchroniseerd, uitgezonden in Frankrijk en Italië.

## Verhaal
De serie draait om Sophie, Thomas, Levi, Marie-Elise, Caroline en Aram, zes tieners die in een school voor echte chef-koks zitten.

### Seizoen 1
Op een koksinternaat zitten zes tieners die echte chef-koks willen worden. Sophie's ouders zijn overleden, en haar grootmoeder zit in een verzorgingstehuis. Omdat ze nergens anders terecht kan, besluit ze om met haar beste vriend Levi mee te gaan naar het internaat. Sophie kan echter niet koken, daarom maakt Levi in het geheim haar toelatingsgerecht.
Caroline ontvangt een liefdesbrief waarin staat dat iemand verliefd op haar is en zichzelf zal bekendmaken op valentijn; Caroline dacht dat het Thomas was, maar Levi heeft de brief geschreven. Sindsdien zijn ze een koppel geworden.
Aram en Marie-Elise komen erachter dat Sophie niet haar eigen toelatingsgerecht heeft gemaakt, en meneer Fons komt er ook achter, maar gelukkig voor Sophie komt de directrice, mevrouw Mastoer, dit vooralsnog niet te weten. In de seizoensfinale komt ze er uiteindelijk wel achter; Sophie moet direct de school verlaten, maar later verandert mevrouw Mastoer van gedachten.
Later werd bekendgemaakt dat Marie-Elise de zilveren trofee heeft gewonnen, en iedereen mag naar het tweede jaar gaan.

### Seizoen 2
In het tweede jaar moeten de chef-koks meer hun best doen, want dit jaar strijden ze voor de gouden trofee.
Dit jaar zijn de regels heel wat ingewikkelder geworden. Marie-Elise heeft zonder verklaring de school verlaten. Ondertussen is er een nieuw meisje gearriveerd op het internaat, Noa. Noa is de dochter van de conciërge, Lucas; met hem moet ze een nieuwe band opbouwen. Ondertussen vindt Thomas op school allerhande dingen verdacht, en gaat hij op onderzoek uit.
Aram wordt later geschorst van school omdat hij een grap uithaalde met de telefoon van mevrouw Mastoer. Sophie doet dit jaar meer haar best en leert alle schoolregels uit haar hoofd en kan hierdoor iedereen helpen. Levi en Caroline hebben het uitgemaakt en op de voorlaatste aflevering kwamen ze weer bij elkaar.
Na het onderzoek dat Thomas heeft verricht gedurende het seizoen komt hij erachter dat chef Gustav, een top chef en de organisateur van de wedstrijd, eigenlijk geen top chef is en helemaal niet kan koken. Hij steelt de recepten en de eer van zijn vele werknemers.Dit is ook de reden van de wedstrijd; de winnaar en zijn of haar recepten worden eigendom van Gustav. Noa wint uiteindelijk de wedstrijd, maar met het bewijs dat Thomas en Aram gevonden hebben weten ze door middel van chantage onder het contract uit te komen.
Op het eind wordt de school overgenomen door Lucas en renoveert hij het tot restaurant.

## Rolverdeling
| Acteur             | Personage                    |
| ------------------ | ---------------------------- |
| Hanneleen Claes    | Sophie Deudermonde           |
| Ridder van Kooten  | Levi Donselaar               |
| Amélie Scheepers   | Caroline de Vries            |
| Dianne van den Eng | Marie-Elise Wolf (seizoen 1) |
| Manouk Pluis       | Noa de Lange (seizoen 2)     |
| Mathias T'syen     | Thomas Nimmermeer            |
| Rohan Sukhraj      | Aram Dupont                  |
| Roos Exoo          | mevrouw Mastoer              |
| Chiel Christiaans  | Rens Mesker                  |
| Anne Van Opstal    | Veerle de Keulenaer          |
| Arjan Smit         | Lucas de Lange (seizoen 2)   |
| Jeroen Bos         | Eddy De Koning (seizoen 1)   |
| Kiki Jaski         | Sylvia De Koning (seizoen 1) |
| Koos Landeweerd    | Meneer Fons (seizoen 1)      |

## Afleveringen

### Overzicht
| Seizoen | Aantal afleveringen | Uitzenddatum &                    |  |
| ------- | ------------------- | --------------------------------- |  |
| 1       | 24                  | 26 oktober 2015 – 3 december 2015 |  |
| 2       | 17                  | 7 november 2016 – 1 december 2016 |  |

### Seizoen 1: 2015
| Nr. | Aflevering | Uitzenddatum &   |
| --- | ---------- | ---------------- |
| 1   | 1          | 26 oktober 2015  |
| 2   | 2          | 27 oktober 2015  |
| 3   | 3          | 28 oktober 2015  |
| 4   | 4          | 29 oktober 2015  |
| 5   | 5          | 2 november 2015  |
| 6   | 6          | 3 november 2015  |
| 7   | 7          | 4 november 2015  |
| 8   | 8          | 5 november 2015  |
| 9   | 9          | 9 november 2015  |
| 10  | 10         | 10 november 2015 |
| 11  | 11         | 11 november 2015 |
| 12  | 12         | 12 november 2015 |
| 13  | 13         | 16 november 2015 |
| 14  | 14         | 17 november 2015 |
| 15  | 15         | 18 november 2015 |
| 16  | 16         | 19 november 2015 |
| 17  | 17         | 23 november 2015 |
| 18  | 18         | 24 november 2015 |
| 19  | 19         | 25 november 2015 |
| 20  | 20         | 26 november 2015 |
| 21  | 21         | 30 november 2015 |
| 22  | 22         | 1 december 2015  |
| 23  | 23         | 2 december 2015  |
| 24  | 24         | 3 december 2015  |

### Seizoen 2: 2016
| Nr. | Aflevering | Uitzenddatum &   |
| --- | ---------- | ---------------- |
| 25  | 1          | 7 november 2016  |
| 26  | 2          | 7 november 2016  |
| 27  | 3          | 8 november 2016  |
| 28  | 4          | 9 november 2016  |
| 29  | 5          | 10 november 2016 |
| 30  | 6          | 14 november 2016 |
| 31  | 7          | 15 november 2016 |
| 32  | 8          | 16 november 2016 |
| 33  | 9          | 17 november 2016 |
| 34  | 10         | 21 november 2016 |
| 35  | 11         | 22 november 2016 |
| 36  | 12         | 23 november 2016 |
| 37  | 13         | 24 november 2016 |
| 38  | 14         | 28 november 2016 |
| 39  | 15         | 29 november 2016 |
| 40  | 16         | 30 november 2016 |
| 41  | 17         | 1 december 2016  |

## Internationale uitzendingen
| Land                             | Zender / Streamingdienst | Première        | Titel                        |
| -------------------------------- | ------------------------ | --------------- | ---------------------------- |
| Nederland België                 | Disney Channel           | 26 oktober 2015 | Jonge Garde Les Chefs Toqués |
| Italië                           | Disney Channel           | 27 juni 2016    | Giovani Chef                 |
| Frankrijk                        | Disney Channel           | 4 juli 2016     | Les Chefs Toqués             |
| Duitsland Oostenrijk Zwitserland | Disney+                  | 13 juli 2022    | Jonge Garde                  |